# Copa América 1920
De Copa América 1920 (eigenlijk Zuid-Amerikaans voetbalkampioenschap 1920, want de naam Copa América wordt pas sinds 1975 gedragen) was een voetbaltoernooi gehouden in Valparaíso, Chili van 11 september tot 3 oktober 1920.
Er was geen kwalificatie voor het toernooi. De landen die meededen waren Argentinië, Brazilië, Chili en Uruguay.

## Deelnemende landen
| Land         | Aantal deelnames | Huidig aantal deelnames op rij | Vorige deelname |
| ------------ | ---------------- | ------------------------------ | --------------- |
| Argentinië   | 4de              | 4                              | 1919            |
| Brazilië (t) | 4de              | 4                              | 1919            |
| Chili (g)    | 4de              | 4                              | 1919            |
| Uruguay      | 4de              | 4                              | 1919            |

- (g) = gastland
- (t) = titelverdediger

## Stadion
| Rio de Janeiro                              |
| ------------------------------------------- |
| Valparaiso Sporting Club Capaciteit: 80.000 |
| · Viña del Mar                              |

## Scheidsrechters
De organisatie nodigde in totaal 4 scheidsrechters uit voor 6 duels. Tussen haakjes staat het aantal gefloten duels tijdens de Copa América 1920.

## Eindstand
| Land       | Wed | Win | Gel | Ver | DV | DT | +/− | Pnt |
| ---------- | --- | --- | --- | --- | -- | -- | --- | --- |
| Uruguay    | 3   | 2   | 1   | 0   | 9  | 2  | +7  | 5   |
| Argentinië | 3   | 1   | 2   | 0   | 4  | 2  | +2  | 4   |
| Brazilië   | 3   | 1   | 0   | 2   | 1  | 8  | –7  | 2   |
| Chili      | 3   | 0   | 1   | 2   | 2  | 4  | –2  | 1   |

## Wedstrijden
Elk land moest een keer tegen elk ander land spelen. De puntenverdeling was als volgt:
- Twee punten voor winst
- Één voor gelijkspel
- Nul punten voor verlies

|                                      |              |       |       |                                                                                  |
| 11 september 1920 «onderlinge duels» | Brazilië     | 1 – 0 | Chili | Estadio Valparaíso Sporting Club, Viña del Mar Scheidsrechter: Martín Aphesteguy |
| 11 september 1920 «onderlinge duels» | Alvariza 53' |       |       | Estadio Valparaíso Sporting Club, Viña del Mar Scheidsrechter: Martín Aphesteguy |

|                                      |                |       |                |                                                                                  |
| 12 september 1920 «onderlinge duels» | Argentinië     | 1 – 1 | Uruguay        | Estadio Valparaíso Sporting Club, Viña del Mar Scheidsrechter: Francisco Jiménez |
| 12 september 1920 «onderlinge duels» | Echeverría 75' |       | Piendibene 10' | Estadio Valparaíso Sporting Club, Viña del Mar Scheidsrechter: Francisco Jiménez |

|                                      |                                                                 |       |          |                                                                             |
| 18 september 1920 «onderlinge duels» | Uruguay                                                         | 6 – 0 | Brazilië | Estadio Valparaíso Sporting Club, Viña del Mar Scheidsrechter: Carlos Fanta |
| 18 september 1920 «onderlinge duels» | Romano 23', 60' Urdinarán 26' (pen.) Pérez 29', 65' Campolo 48' |       |          | Estadio Valparaíso Sporting Club, Viña del Mar Scheidsrechter: Carlos Fanta |

|                                      |             |       |                |                                                                              |
| 20 september 1920 «onderlinge duels» | Chili       | 1 – 1 | Argentinië     | Estadio Valparaíso Sporting Club, Viña del Mar Scheidsrechter: João De María |
| 20 september 1920 «onderlinge duels» | Bolados 30' |       | Dellavalle 13' | Estadio Valparaíso Sporting Club, Viña del Mar Scheidsrechter: João De María |

|                                      |                              |       |          |                                                                                  |
| 25 september 1920 «onderlinge duels» | Argentinië                   | 2 – 0 | Brazilië | Estadio Valparaíso Sporting Club, Viña del Mar Scheidsrechter: Martín Aphesteguy |
| 25 september 1920 «onderlinge duels» | Echeverría 40' Libonatti 73' |       |          | Estadio Valparaíso Sporting Club, Viña del Mar Scheidsrechter: Martín Aphesteguy |

|                                   |                      |       |               |                                                                             |
| 3 oktober 1920 «onderlinge duels» | Uruguay              | 2 – 1 | Chili         | Estadio Valparaíso Sporting Club, Viña del Mar Scheidsrechter: Carlos Fanta |
| 3 oktober 1920 «onderlinge duels» | Romano 37' Pérez 65' |       | Domínguez 60' | Estadio Valparaíso Sporting Club, Viña del Mar Scheidsrechter: Carlos Fanta |

|                   |
| Vlag van Uruguay  |
| URUGUAY 3de titel |

## Doelpuntenmakers
3 doelpunten
- José Pérez
- Angel Romano

2 doelpunten
- Raúl Echeverría

1 doelpunt
- Miguel Dellavalle
- Julio Libonatti
- Ismael Alvariza

- Hernando Bolados
- Aurelio Domínguez
- Antonio Campolo

- José Piendibene
- Antonio Urdinarán

## Copa América 1920 in beeld

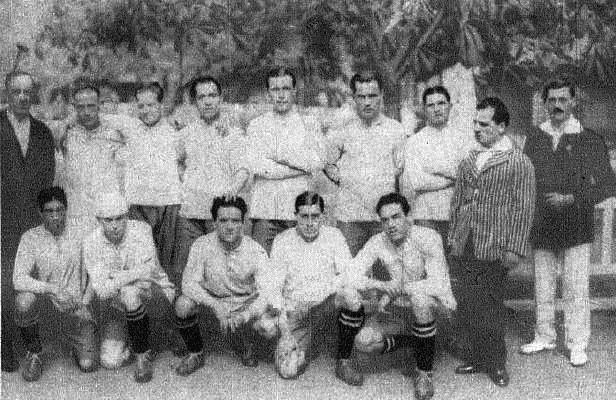
Uruguay

1916 · 
1917 · 
1919 · 
1920 · 
1921 · 
1922 · 
1923 · 
1924 · 
1925 · 
1926 · 
1927 · 
1929 · 
1935 · 
1937 · 
1939 · 
1941 · 
1942 · 
1945 · 
1946 · 
1947 · 
1949 · 
1953 · 
1955 · 
1956 · 
1957 · 
1959 · 
1959 · 
1963 · 
1967 · 
1975 · 
1979 · 
1983 · 
1987 · 
1989 · 
1991 · 
1993 · 
1995 · 
1997 · 
1999 · 
2001 · 
2004 · 
2007 · 
2011 · 
2015 · 
2016 ·
2019 ·
2021 ·
2024